# آرثر والاس
آرثر والاس (بالإنجليزية: Arthur Wallace)‏ هو عالم زراعة أمريكي، ولد في 4 يناير 1919 في بيفر ريفر سيتي في الولايات المتحدة، وتوفي في 11 أكتوبر 2008 في سانتا مونيكا في الولايات المتحدة.